# Музей Станислава Выспянского (Краков)
Музей Станислава Выспянского (пол. Muzeum Stanisława Wyspiańskiego) — бывший самостоятельный музей, в настоящее время — филиал краковского Национального музея. Музей посвящён творчеству польского художника Станислава Выспянского и используется также в качестве выставочного помещения для временных художественных выставок Национального музея.

## История
Создание музея инициировал сам Станислав Выспянский в 1901 году, когда он разместил в Национальном музее выставку нереализованных проектов витражей, которые планировалось установить в вавельском кафедральном соборе. Согласно завещанию Станислава Выспянского эти проекты витражей и последние его работы из художественной студии, которая находилась в селе Вегжце под Краковом, были переданы в краковский Национальный музей. В 1920 году Национальному музею были переданы другие работы Станислава Выспянского из коллекции «Mannghi» польского искусствоведа Феликса Ясенского.
В 1932 году городской совет Кракова по случаю 25-летия со дня смерти Станислава Выспянского основал в Национальном музее отдельную галерею, посвящённую творчеству художника. В 70-е годы XX столетия Национальный музей вместе с городскими властями возобновил работу по созданию музея, посвящённого творчеству Станислава Выспянского. Для музея было выделено отдельное помещение в жилом доме по адресу улица Каноничная, 9. Музей Станислава Выспянского был торжественно открыт 28 ноября 1983 года.
В октябре 2002 года музей на улице Каноничной, 9 был закрыт в связи с изменением права собственности на это здание. Для собрания музея было выделено отдельное здание под названием «Дом Шолайских» по адресу Щепанская площадь, 9. В этом здании музей Станислава Выспянского действовал с апреля 2004 года по апрель 2012 года, когда статус музея был изменён на филиал Национального музея. С апреля 2012 года филиал используется для временных художественных выставок, которые организует Национальный музей. Работы Станислава Выспянского находятся в запасниках и выставляются в отдельных случаях. В настоящее время небольшая часть работ Станислава Выспянского демонстрируются в постоянной выставке «Zawsze Młoda. Polska Sztuka około 1900» (Всегда молодая. Польское искусство около 1900 года).